# Dyess Air Force Base
La Dyess Air Force Base è una base aerea militare dell'United States Air Force gestita dall'Air Force Global Strike Command e situata presso la città di Abilene, nel Texas.

## Informazioni Generali
Attivata il 18 dicembre 1942 come Abilene Army Air Base e inattivata nel 1946. Aperta nuovamente il 1 Dicembre 1956 e rinominata in onore del tenente Colonnello William E. Dyess, pilota della Seconda Guerra mondiale, che fuggì da un campo di prigionia giapponese e morì nello schianto del suo P-38 nel Dicembre 1943..

## Unità
Attualmente l'unità ospitante è il 7th Bomb Wing.
Sono ospitati i seguenti reparti:
- 317th Airlift Wing